# Mstislaw Walerianowitsch Dobuschinski
Mstislaw Walerianowitsch Dobuschinski (russisch Мстислав Валерианович Добужинский; * 2. Augustjul. / 14. August 1875greg. in Nowgorod; † 20. November 1957 in New York) war ein russischer Maler, Teilnehmer an der Künstlervereinigung Mir Iskusstwa und Kunstkritiker sowie Memoirenschriftsteller.

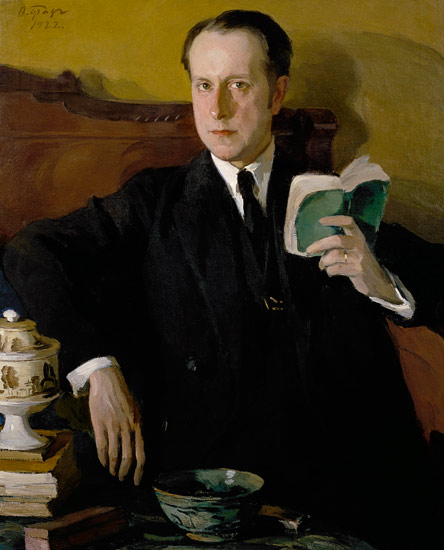
Porträt des Malers Mstislaw Dobuschinski. Gemälde von Osip Braz.

## Leben und Wirken
Er wurde als Sohn eines Offiziers in Nowgorod geboren. Die Familie zog aufgrund des Berufes des Vaters mehrmals um. Das Gymnasium beendete Mstislaw Dobuschinski in Vilnius. In den Jahren von 1885 bis 1887 studierte er an der Sankt Petersburger Zeichenschule der Gesellschaft zur Förderung der Künste. Seine Ausbildung setzte er 1899 bis 1901 in München bei Anton Ažbe fort. Während dieser Zeit verkehrte er im „rosafarbenen Salon“ der Malerin Marianne von Werefkin, wo er Alexej Jawlensky mit Werefkins Freiherrinkrönchen auf dem kahl werdenden Hinterkopf karikierte. Auch Alexander von Salzmann verwendete das Krönchen zur Veranschaulichung Jawlenskys Abhängigkeit von Werefkin in einer Karikatur.
1902 stellte er erstmals aus und wurde im gleichen Jahr Mitglied der Künstlervereinigung Mir Iskusstwa. Zurückgekehrt nach Russland lehrte er an verschiedenen Petersburger Kunstschulen, bevor er 1922 Professor an der Petersburger Kunstakademie wurde.
1924 erhielt er auf Intervention von Jurgis Baltrušaitis die litauische Staatsbürgerschaft und verließ Russland. In der Folgezeit arbeitete er an verschiedenen Theatern in Litauen und Frankreich, ab 1925 in Kaunas. Seit 1929 ist Dobuschinski als der maßgebliche Künstler des Litauischen Staatlichen Theaters in Kaunas anzusehen. Von 1929 bis 1930 unterrichtete er an einer privaten Kunstschule Kaunas und beteiligte sich an litauischen Publikationen. 1930 gründete er das private Kunststudio und leitete bis 1933.
1935 fuhr er mit dem Ensemble des Kaunaser Theaters nach England. Seit 1939 lebte er in den USA. Er verstarb 1957 in New York.
Zu Beginn seiner künstlerischen Laufbahn, Anfang des 20. Jahrhunderts wurde er vom Jugendstil beeinflusst. Auch bekannte Künstler des silbernen Zeitalters, wie etwa Alexander Nikolajewitsch Benua und Konstantin Andrejewitsch Somow beeinflussten sein Schaffen. Später orientierte sich sein Stil eng am Symbolismus. Er betätigte sich weiterhin auf dem Gebiet der Illustration von Büchern. Er war ebenfalls für die künstlerische Darstellung der Zeitschriften Mir Iskusstwa und Apollon zuständig. Außerdem beschäftigte er sich mit Historienmalerei (Peter der Große in Holland - Пётр Великий в Голландии). Darüber hinaus war er für die künstlerische Gestaltung von Theateraufführungen des Moskauer Künstlertheaters zuständig. Als Grafiker von Büchern gestaltete er Bücher von Puschkin, Hans Christian Andersen, Fjodor Dostojewski u. a.